# 西岸艺岛Art Tower
西岸艺岛Art Tower是位於中華人民共和國上海市徐匯濱江西岸藝術中心附近的一座與藝術品產業相關的建築，建筑面积约9.3万平方米，內設2300平方米的公共展厅、2000平方米的艺术品周转存储区以及2000平方米的艺术品配套功能服务区。建築由7栋建筑单体组成，由日本建筑家妹岛和世和西澤立衛負責的SANAA建筑事务所设计，於2020年11月13日正式啟用。內有上海国际艺术品交易中心以及多家画廊和拍卖行。